# Patrick Besson

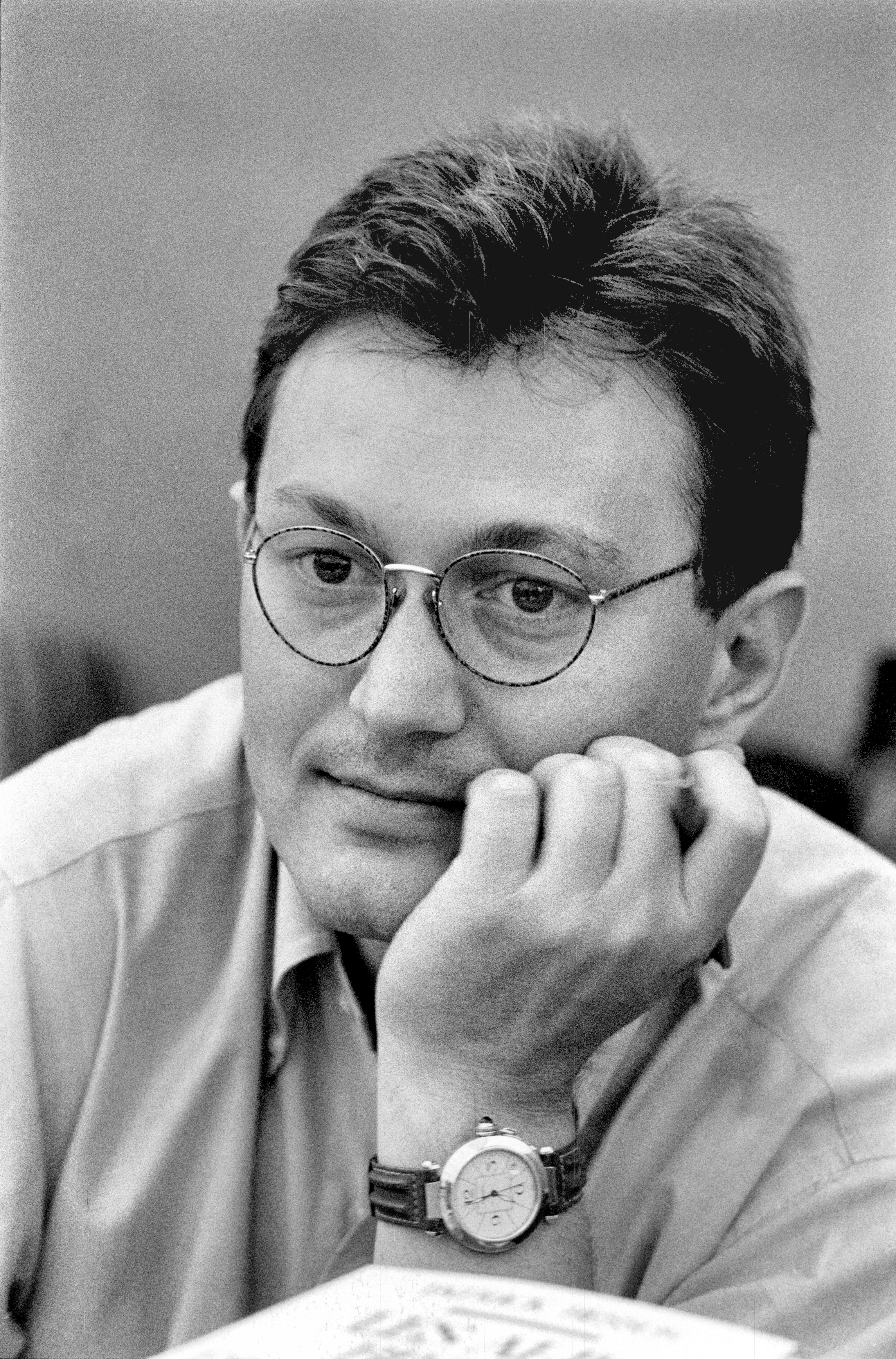
Patrick Besson (1991)

Patrick Besson (* 1. Juni 1956 in Frankreich) ist ein französischer Schriftsteller und Journalist.

## Biografie
Besson stammt väterlicherseits aus einer russisch-jüdischen Familie; seine Mutter kommt aus Kroatien. 1974, im Alter von 17 Jahren, veröffentlichte Besson seinen ersten Roman: Les petits maux d'amour (dt. etwa: Die kleinen Leiden der Liebe). Zunächst sympathisierte er mit dem Kommunismus. Dementsprechend arbeitete er im Feuilleton der Tageszeitung L’Humanité mit, die im linken politischen Spektrum angesiedelt ist, und war für verschiedene weitere Periodika tätig. Er bezeichnete sich während dieser Phase als "nicht praktizierender Kommunist".
Seit 2000 ist er Mitglied in der Jury des Prix Renaudot. Am 5. Dezember 2012 wurde ihm durch den Präsidenten der Serbischen Republik, Tomislav Nikolić, die Medaille der serbischen Flagge verliehen.

## Auszeichnungen
Besson erhielt den Grand prix du roman de l'Académie française 1985 für Dara und den Prix Renaudot 1995 für Braban.

## Werke
- Les Petits Maux d'amour, Paris, Seuil 1974 (ISBN 978-2-02-001227-0)
- L'école des absents, Paris, Seuil 1976 (ISBN 978-2-02-004475-2)
- La Maison du jeune homme seul, Paris, Hachette 1979 (ISBN 978-2-01-005711-3)
- La boum, avec Danièle Thompson, Paris, Jai Lu 1983 (ISBN 978-2-277-21504-2)
- Dara, Paris, Seuil 1985 (ISBN 2-02-008887-8)
- La Chute de Saigon: Théâtre 1986, Paris, Messidor
- Lettres d'Europe, avec (France) Symposium international sur l'identité culturelle 1988 (ISBN 978-2-226-03275-1)
- La statue du commandeur, Paris, Albin Michel 1988 (ISBN 978-2-226-03463-2)
- Ah! Berlin et Autres Récits, Paris, Gallimard 1989 (ISBN 978-2-07-038117-3)
- Un peu d'humanité, Paris, Messidor 1989 (ISBN 978-2-209-06119-8)
- Divers gauche, Paris, Messidor 1990 (ISBN 978-2-209-06418-2)
- La Paresseuse, Paris, Albin Michel 1990 (ISBN 2-226-04832-4)
- Le congrès de Tours n'aura pas, Paris, Messidor 1990 (ISBN 2-209-06329-9)
- Les années Isabelle, Paris, Editions du Rocher; 2010 wieder aufgelegt, Verlag: Millee (ISBN 978-2-7555-0135-3)
- Rot coco, Verlag: R. Deforges 1991 (ISBN 978-2-905538-87-1)
- Les ai-je bien descendus? Paris, Messidor 1991 (ISBN 978-2-209-06610-0)
- Je sais des histoires, Paris, Editions du Rocher 1991 (ISBN 978-2-268-01140-0)
- Julius et Isaac, Paris, Albin Michel 1992 (ISBN 978-2-226-05961-1)
- Le deuxième couteau, Verlag: Christophe Barrault 1993 (ISBN 978-2-7360-0017-2)
- La femme riche, Paris, Albin Michel 1993 (ISBN 978-2-286-04755-9)
- Le viol de Mike Tyson, Verlag: Scandéditions 1993(ISBN 978-2-209-06832-6)
- L'argent du parti, Verlag: Le Temps des cerises 1993 (ISBN 978-2-84109-001-3)
- Pas trop près de l'écran, mit Éric Neuhoff, éditions du Rocher 1993 (ISBN 2-268-01625-0)
- Souvenir d'une galaxie dite nationale-bolchevique Paris, Editions du Rocher 1994 (ISBN 978-2-268-01728-0)
- Les Braban, Paris, Albin Michel 1995 (ISBN 978-2-226-07851-3)
- Sonnet pour Florence Rey et autres textes, Verlag: L'Âge d'Homme 1996 (ISBN 978-2-8251-0724-9)
- Folks, ou, [o kósmos], Paris, Editions du Rocher 1996 (ISBN 978-2-268-02162-1)
- Haldred: Récit, Verlag: Calmann-Lévy 1996 (ISBN 978-2-7021-2636-3)
- Amicalement rouge, Paris, Messidor 1996 (ISBN 978-2-209-05948-5)
- Didier dénonce, Verlag: G. de Villiers 1997 (ISBN 978-2-7386-5891-3)
- Dedans, dehors: Les nouvelles frontières de l'organisation, Verlag: Vuibert 1998 (ISBN 978-2-7117-7985-7)
- Lettre à un ami perdu, Paris, Jai lu 1998 (ISBN 978-2-277-30218-6)
- Belgrade 99, suivi de Contre les calomniateurs de la Serbie, Verlag: L'Âge d'Homme 1999 (ISBN 978-2-8251-1326-4)
- La Titanic, Paris, Editions du Rocher 1999 (ISBN 2-268-03225-6)
- Accessible à certaine mélancolie, Paris, Albin Michel 2000 (ISBN 978-2-226-11734-2)
- J'aggrave mon cas, Verlag: Rocher 2001 (ISBN 978-2-268-03935-0)
- Lui, Verlag: Point 2001 (ISBN 2-7578-1619-5)
- Le deuxième couteau, Verlag: Lgf 2001 (ISBN 2-253-15013-4)
- L'Orgie échevelée, Paris, Fayard 2001 (ISBN 978-2-84205-952-1)
- 28, boulevard Aristide Briand, Verlag: Christian de Bartillat 2001 (ISBN 978-2-84100-234-4)
- Un état d'esprit Paris, Fayard 2002 (ISBN 978-2-213-61187-7)
- Vous n'auriez pas vu ma chaîne en or?, Verlag: La Table ronde 2002 (ISBN 978-2-7103-2506-2)
- 28, boulevard Aristide-Briand, suivi de "Vacances en Bosnie", Verlag: J'ai lu 2003 (ISBN 978-2-290-33433-1)
- Paris vu dans l'eau, Verlag: Presses De La Renaissance 2003 (ISBN 2-85616-910-4)
- Les Voyageurs du Trocadéro, Paris, Editions du Rocher 2003 (ISBN 2-268-04449-1)
- Le Sexe fiable, Verlag: Mille et une nuits 2004 (ISBN 978-2-84205-818-0)
- Encore que, Verlag: Mille et une nuits 2004 (ISBN 978-2-84205-870-8)
- Solderie, Paris, Fayard 2004 (ISBN 978-2-84205-872-2)
- La Cause du people, Paris, Fayard 2004 (ISBN 978-2-213-61449-6)
- Le dîner de filles, Verlag: Le Serpent à Plumes 2005 (ISBN 978-2-268-05666-1)
- Les Frères de la Consolation, Verlag: Grasset & Fasquelle 2005 (ISBN 978-2-246-51052-9)
- Ma rentrée littéraire, Verlag: Cavatinea 2005 (ISBN 2-915850-01-1)
- Saint-Sépulcre !, Editions Points 2005 (ISBN 978-2-7578-0172-7)
- Le corps d'Agnès Le Roux, Paris, Fayard 2006 (ISBN 978-2-213-62912-4)
- Marilyn Monroe n'est pas morte, Verlag: Mille et une nuits 2006 (ISBN 2-84205-953-0)
- Défiscalisées, Verlag: Mille et une nuits 2006 (ISBN 978-2-84205-933-0)
- Zodiaque amoureux, Verlag: Mille et une nuits 2006 (ISBN 978-2-84205-933-0)
- Nostalgie de la princesse, Paris, Fayard 2006 (ISBN 978-2-213-62949-0)
- Belle-sœur, Verlag: Fayard 2007 (ISBN 978-2-213-63242-1)
- La Science du baiser, Verlag: Points 2007 (ISBN 978-2-7578-0486-5)
- Accessible à certaine mélancolie, Verlag: Points 2007 (ISBN 978-2-7578-0641-8)
- Et la nuit seule entendit leurs paroles , Verlag: Mille et une nuits 2008 (ISBN 978-2-7555-0054-7)
- La Statue du commandeur, Verlag: Points Publication 2008 (ISBN 978-2-7578-0999-0)
- 1974, Verlag: Fayard 2009 (ISBN 978-2-213-64335-9)
- Mais le fleuve tuera l'homme blanc, Paris, Fayard 2009 (ISBN 978-2-213-62966-7)
- La Haine de la Hollande, Verlag: Infini Cercle Bleu 2009 (ISBN 978-2-35405-003-0)